# Pernitz

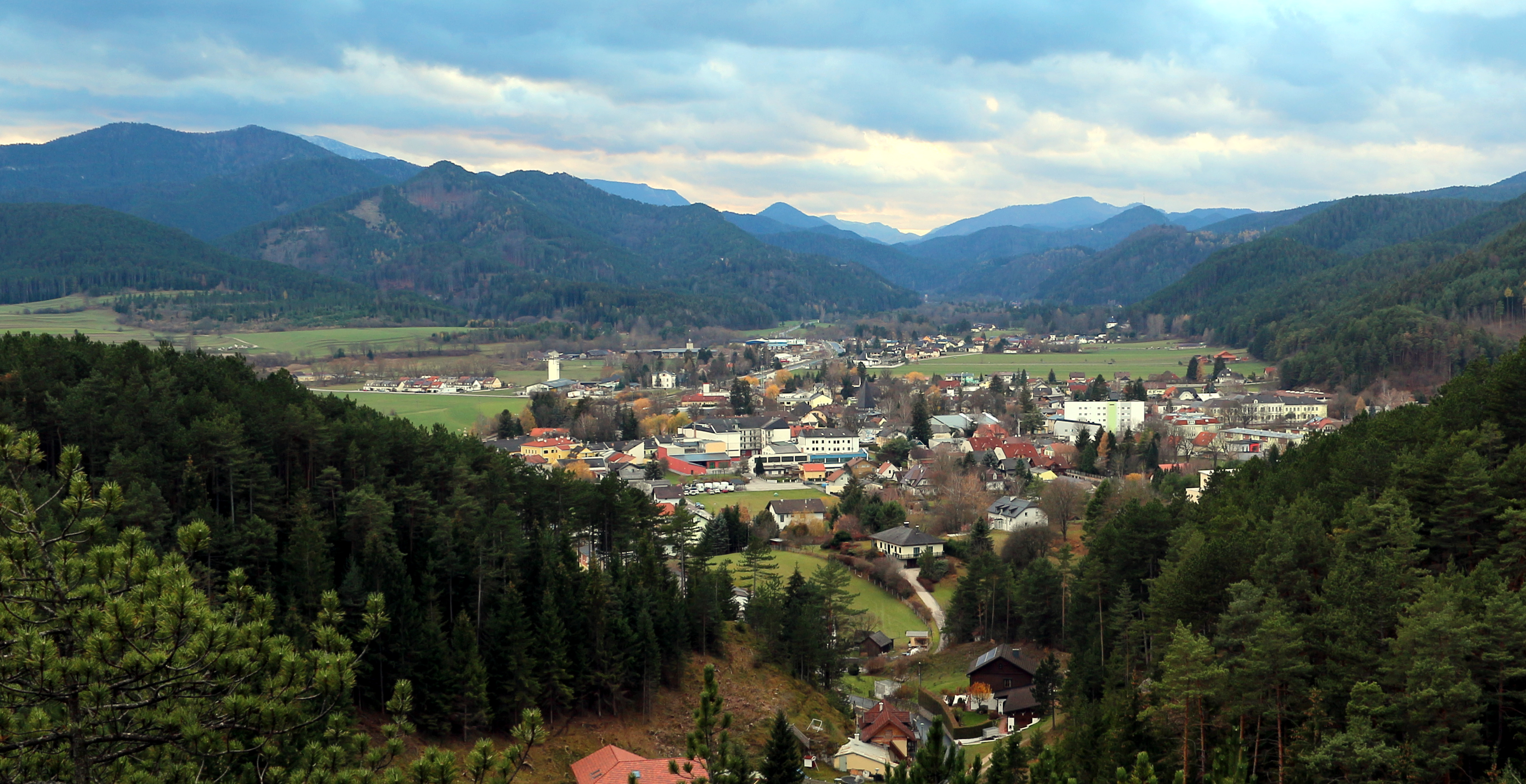
Pernitz

Pernitz là một đô thị thuộc huyện Wiener Neustadt-Land trong bang Niederösterreich, Áo.